# Дискография Dir en grey
Здесь представлена дискография японской авангард-метал-группы Dir en grey. Группа выпустила 10 студийных альбомов, три EP, 32 сингла за прошедшие 21 лет. Каждый из релизов группы был отмечен в японских чартах Oricon.
Dir En Grey выпустили свои первые релизы как независимая группа со свободной волей, в конечном итоге подписав временный контракт с Warner Music Japan. Самые ранние релизы Dir en grey были выпущены самостоятельно, однако они работали с продюсером Ёсики Хаяси, более известный как барабанщик японской метал-группы X Japan, для серии из пяти синглов, предшествующих дебютному альбому GAUZE.
С выпуском второго студийного альбома MACABRE, Dir en grey начал выпускать совместно между компаниями Firewall Division, дочерней компанией Free-Will, и Sony Music Entertainment Japan. В 2005 году Dir en grey подписали контракт с Европейским лейблом Gan-Shin. В следующем году они будут выпущены в США под управлением Warcon Enterprises и Fontana Distribution, а также под управлением американского филиала Free-Will. На обоих иностранных лейблах первоначальный релиз группы был Withering to death., а за ним — THE MARROW OF A BONE. Их седьмой альбом UROBOROS запланирован как для Европейского (Gan-Shin), так и для американского релиза (The End Records).
Dir en grey выпустили только один релиз на своем независимом лейбле, Free-Will, с момента дебюта на мейджор-лейбле; они выпустили свою музыкальную видеокомпиляцию, Average Psycho через независимый лейбл из-за графического контента, не разрешенного Sony.

## Студийные альбомы
| Год  | Название                                                                                           | Позиция в чартах        | Позиция в чартах | Позиция в чартах        | Позиция в чартах        | Позиция в чартах        | Примечания |
| Год  | Название                                                                                           | FIN                     | JPN              | United States           | United States Heat.     | United States Ind.      | Примечания |
| ---- | -------------------------------------------------------------------------------------------------- | ----------------------- | ---------------- | ----------------------- | ----------------------- | ----------------------- | --- |
| 1999 | GAUZE - Лейбл: East West Japan/Free-Will - Выпуск: 28 июля 1999 год                                | -                       | 5                | -                       | -                       | -                       | - Первый полноформатный альбом группы - Некоторые песни на альбоме спродюсировал Ёсики Хаяси                                        |
| 2000 | MACABRE - Лейбл: Firewall/SMEJ - Выпуск: 20 сентября 2000 год                                      | -                       | 4                | -                       | -                       | -                       | |
| 2002 | 鬼葬 - Лейбл: Firewall/SMEJ - Выпуск: 30 января 2002 год                                           | -                       | 3                | -                       | -                       | -                       | |
| 2003 | VULGAR - Лейбл: Firewall/SMEJ, Gan-Shin - Выпуск: 10 сентября 2003 год                             | -                       | 6                | -                       | -                       | -                       | - Выпущен в Европе - Был доступен в двух изданиях: CD и CD+DVD                                                                      |
| 2005 | Withering to death. - Лейбл: Firewall/SMEJ, Gan-Shin, Warcon/Fontana - Выпуск: 9 марта 2005 год    | 31                      | 8                | -                       | 42                      | -                       | - В первые выпущен в США |
| 2007 | THE MARROW OF A BONE - Лейбл: Firewall/SMEJ, Gan-Shin, Warcon/Fontana - Выпуск: 7 февраля 2007 год | -                       | 7                | -                       | 8                       | 21                      | - Выпущен в США и Европе - Был доступен в двух изданиях: CD и 2-CD                                                                  |
| 2008 | UROBOROS - Лейбл: Firewall/SMEJ, Gan-Shin, The End - Выпуск: 12 ноября 2008 год                    | -                       | 4                | 114                     | 1                       | 9                       | - Был выпущен в Европе и США - Был доступен в нескольких изданиях: CD, 2-CD и 2-CD+DVD+2-LP                                         |
| 2011 | DUM SPIRO SPERO - Лейбл: Firewall/SMEJ, Okami, The End - Выпуск: 2 августа 2011 год                | 40                      | 4                | 135                     | 2                       | 22                      | - Был выпущен в Европе и в США - Был доступен в двух изданиях: CD и 2-CD+DVD+2-LP                                                   |
| 2014 | ARCHE - Лейбл: Firewall/SMEJ, Okami - Выпуск: 10 декабря 2014 год                                  | -                       | 4                | -                       | -                       | -                       | - Был выпущен в Европе; Был выпущен в цифровом издании в США - Был доступен в трёх изданиях: CD, 2-CD и 2-BluSpec CD+DVD or Blu-ray |
| 2018 | The Insulated World - Лейбл: Firewall/SMEJ - Выпуск: 26 сентября 2018 год                          | будет объявлено позднее | 6                | будет объявлено позднее | будет объявлено позднее | будет объявлено позднее | - Был доступен в трёх изданиях: CD? 2-CD и 2-BluSpec CD+DVD or Blu-ray                                                              |

Альбомы, которые не попали в чарты, отмечены символом «-».

## Мини-альбомы
| Год  | Название                                                                 | Позиции в чартах | Позиции в чартах | Позиции в чартах    | Позиции в чартах   | Примечания |
| Год  | Название                                                                 | FIN              | JPN              | United States Heat. | United States Ind. | Примечания |
| ---- | ------------------------------------------------------------------------ | ---------------- | ---------------- | ------------------- | ------------------ | --- |
| 1997 | MISSA - Лейбл: Free-Will - Выпуск: 25 июля 1997 год                      | нет данных       | 93               | нет данных          | нет данных         | - Первый релиз, издавался самостоятельно                                                                          |
| 2002 | six Ugly - Лейбл: Firewall/SMEJ - Выпуска: 31 июля 2002 год              | нет данных       | 9                | нет данных          | нет данных         | - Был выпущен одновременно с синглом «Child prey»                                                                 |
| 2013 | THE UNRAVELING - Лейбл: Firewall/SMEJ, Okami - Выпуск: 3 апреля 2013 год | нет данных       | 3                | нет данных          | нет данных         | - Был выпущен в Европе; В США был выпущен в цифровом формате - Был выпущен в трёх изданиях: CD, CD+DVD и 2-CD+DVD |